# Кохеи
Кохеи (康平) је јапанска ера (ненко) која је настала после Тенги и пре Џирјаку ере. Временски је трајала од августа 1058. до августа 1065. године и припадала је Хејан периоду. Владајући монарх био је цар Го-Реизеи.

## Важнији догађаји Кохеи ере
- 1060. (Кохеи 3, двадесетседми дан једанаестог месеца): Комета уочена на југу је била видљива седам ноћи.[4]